# Конформне відображення

Конформне відображення: лінії, що перетинаються під кутом 90° переходять у криві, що перетинаються під кутом 90°.

Конформне відображення — неперервне відображення, що зберігає кути. Більш формально, неперервне відображення області G n-вимірного евклідового простору в n-вимірний евклідовий простір називається конформним в точці {\displaystyle z_{0}\in G}, якщо воно в цій точці має властивість збереження кутів, тобто будь-яка пара неперервних кривих {\displaystyle l_{1},l_{2}}, що розташовані в G і перетинаються в точці {\displaystyle z_{0}} під кутом {\displaystyle \alpha }. (Мають дотичні в точці {\displaystyle z_{0}}, що утворюють між собою кут {\displaystyle \alpha }), при даному відображенні переходить в пару неперервних кривих {\displaystyle L_{1},L_{2},} що перетинаються в точці {\displaystyle w_{0}=f(z_{0})} під тим же кутом {\displaystyle \alpha .} Неперервне відображення області G називається конформним, якщо воно є конформним в кожній точці цієї області. 

## Комплексний випадок
У найважливішому випадку n = 2 область G і її образ f(G) при відображенні f лежать у площині, яку зручно розглядати як площину комплексної змінної z; відповідно відображення w = f (z) є комплекснозначною функцією комплексної змінної При цьому якщо в точці {\displaystyle z_{0}} відображення w = f (z) зберігає кути, то криволінійні кути з вершиною {\displaystyle z_{0}} при цьому відображенні або всі зберігають свою абсолютну величину і знак, або всі зберігають свою абсолютну величину, змінюючи знак на протилежний. 
Якщо відображення {\displaystyle w=f(z)} є конформним в точці {\displaystyle z_{0},} то існує скінченна границя відношення {\displaystyle {\frac {f(z)-f(z_{0})}{z-z_{0}}},} тобто існує похідна {\displaystyle f'(z_{0}).} При додатковому припущенні {\displaystyle f'(z_{0})\neq 0,} правильним є і оберенене твердження. Тобто відображення w = j (z) є конформним в області G скінченної комплексної площини {\displaystyle \mathbb {C} } тоді і тільки тоді, коли функція {\displaystyle f(z),\,\,z\in G} є аналітичною і в G {\displaystyle f'(z_{0})\neq 0.}
Таким чином, якщо існує {\displaystyle f'(z_{0})\neq 0}, то кожен нескінченно малий вектор з початком у точці {\displaystyle z_{0}} при відображенні w = f (z) розтягується в {\displaystyle k(z_{0},f)=|f(z_{0})|} раз, повертається на кут {\displaystyle argf'(z_{0})} і паралельно зсувається на вектор {\displaystyle f(z_{0})-z_{0}}; нескінченно малі кола з центром {\displaystyle z_{0}}; переходять у нескінченно малі кола. 
Якщо неперервні відображення w = f(z) є однолистим (тобто взаємно-однозначним) і коефіцієнт розтягнення в кожній точці буде однаковим в усіх напрямках, то або f(z), або {\displaystyle {\bar {f(z)}}} є аналітичною функцією, похідна якої усюди в G відмінна від нуля.

## Простори вищої розмірності
Конформні відображення областей n-вимірного евклідового простору при {\displaystyle n\geqslant 3} утворюють досить вузький клас так званих мебіусових відображень, кожне з яких згідно з теоремою Ліувілля утворюється композицією відображення гомотетії, ізометрії і спеціального конформного відображення, що є композицією відбиття і інверсії щодо сфери.